# Åldersgrupper inom scouting
Scoutorganisationer delas idag upp i olika åldersgrupper för att kunna erbjuda lämpliga scoutprogram och aktiviteter för unga människor runt om i världen.
Olika organisationer varierar beträffande de exakta grupperingarna, men de flesta erbjuder scouting för flickor och pojkar i åldrarna 6 till 25, i en eller annan form.

## Historia
Ursprungligen fanns det bara en sektion för alla inom pojkscouting (scouter) och flickscouting (flickscouter/guider). Dessa var vanligtvis för åldrarna 11-17, även om den exakta åldern varierar mellan olika länder och organisationer.
Under de första tjugofem åren av scouting såg dess grundare, Robert Baden-Powell, att det fanns en efterfrågan om att erbjuda scoutprogram för unga människor, både över och under de nuvarande gränserna.
Den första sektionen att ha ett separat program till scouterna var vargungarna. Den utvecklingen tillät yngre bröder till scouter att delta i liknande aktiviteter. Senare bildades en seniorsektion, roverscout. Detta återspeglades även inom flickscoutrörelsen med liknande sektioner - blåvingar (ekvivalent med vargungar) och rangerscout (seniorsektionen).
Som tillägg till den ökade åldersräckvidden kom nya program som drevs parallellt med kärnprogrammet. Till exempel sjöscouterna och flygscouterna. All verksamhet bedrivs med scoutmetoden som grund.
Genom tiderna så har olika flick- och pojkscoutorganisationer runt om i världen fortsatt att anpassa sina program för att möta respektive samhälles krav. Men, även om åldersektionerna och namnen varierar så anammas grundprinciperna i scoutmetoden.

## Sektioner i Sverige
Svensk scouting är, likt alla andra scoutorganisationer indelat i åldersgrupper eller sektioner. För alla scoutorganisationer anslutna till Riksorganisationen Scouterna (fram till 2012 Svenska Scoutrådet) gäller sedan 2009 ett gemensamt program med tillhörande åldersklassindelning. Indelningen är enligt nedan:
- Spårarscout (8-9 år)
- Upptäckarscout (10-12 år)
- Äventyrarscout (12-15 år)
- Utmanarscout (15-18 år)
- Roverscout (19-25 år)

### Före 2009
Då Svenska Scoutrådet (SSR) var den förenande organisationen som höll ihop de dåvarande fem svenska scoutförbunden hade inga av dessa förbund exakt likadan indelning av scoutprogrammen. 
Åldersgruppernas namn och indelning var i huvudsak lika mellan förbunden, undantaget var SMU-scout, som hade annorlunda namn på nästan alla sektioner jämfört med de övriga fyra. Här följer en tabell med de olika åldersindelningarna:
| SSF                     | SMU                    | KFUK-KFUM               | FA                      | NSF                     |
| ----------------------- | ---------------------- | ----------------------- | ----------------------- | ----------------------- |
| Bäverscout (6-7 år)     | -                      | Bäverscout (5-7 år)     | -                       | Bäverscout (7 år)       |
| Miniorscout (8-9 år)    | Nyingscout (7-9 år)    | Miniorscout (8-9 år)    | Miniorscout (7-9 år)    | Miniorscout (8-9 år)    |
| Juniorscout (10-11 år)  | Scout (10-12 år)       | Juniorscout (10-11 år)  | Juniorscout (10-11 år)  | Juniorscout (10-11 år)  |
| Patrullscout (12-14 år) | Tonårsscout (13-15 år) | Patrullscout (12-15 år) | Patrullscout (12-14 år) | Patrullscout (12-15 år) |
| Seniorscout (15-18 år)  | Seniorscout (16-18 år) | Roverscout (16- år)     | Seniorscout (15-20 år)  | Seniorscout (16- år)    |

## Sektioner runtom i världen
I de flesta länder kombinerar en lokal förening, en scoutkår, olika sektioner tillsammans till en kropp. Följande tabell innehåller länkar till artiklar med information om specifika sektioners program inom olika organisationer som erbjuder dem:
|                             | | -                           | 5                                                                                   | 6                                                                                   | 7                                                                                   | 8                                                                                   | 9                                                                                   | 10                                                                                  | 11                                                                                  | 12                                                                                  | 13                                                                                  | 14                                                                                  | 15                                                                                  | 16                                                                                  | 17                                                                                  | 18                                                                                  | 19                                                                 | 20                                                             | 21                                                             | 22                                                             | 23                                                             | +                                                   |  |  |
| Australien                  | Guides Australia                                                                                                |                             | Åldersgrupperna avgörs på lokalplan, likaså deras namn Flickscouter är 5 till 18 år | Åldersgrupperna avgörs på lokalplan, likaså deras namn Flickscouter är 5 till 18 år | Åldersgrupperna avgörs på lokalplan, likaså deras namn Flickscouter är 5 till 18 år | Åldersgrupperna avgörs på lokalplan, likaså deras namn Flickscouter är 5 till 18 år | Åldersgrupperna avgörs på lokalplan, likaså deras namn Flickscouter är 5 till 18 år | Åldersgrupperna avgörs på lokalplan, likaså deras namn Flickscouter är 5 till 18 år | Åldersgrupperna avgörs på lokalplan, likaså deras namn Flickscouter är 5 till 18 år | Åldersgrupperna avgörs på lokalplan, likaså deras namn Flickscouter är 5 till 18 år | Åldersgrupperna avgörs på lokalplan, likaså deras namn Flickscouter är 5 till 18 år | Åldersgrupperna avgörs på lokalplan, likaså deras namn Flickscouter är 5 till 18 år | Åldersgrupperna avgörs på lokalplan, likaså deras namn Flickscouter är 5 till 18 år | Åldersgrupperna avgörs på lokalplan, likaså deras namn Flickscouter är 5 till 18 år | Åldersgrupperna avgörs på lokalplan, likaså deras namn Flickscouter är 5 till 18 år | Åldersgrupperna avgörs på lokalplan, likaså deras namn Flickscouter är 5 till 18 år |                                                                    |                                                                |                                                                |                                                                |                                                                |                                                     |  |  |
| Australien                  | Scouts Australia                                                                                                |                             |                                                                                     | Joey Scouts 6 till 8 år                                                             | Joey Scouts 6 till 8 år                                                             | Joey Scouts 6 till 8 år                                                             | Cub Scouts 8 till 10,5 år                                                           | Cub Scouts 8 till 10,5 år                                                           | Cub Scouts 8 till 10,5 år                                                           | Scouts 10,5 till 15 år                                                              | Scouts 10,5 till 15 år                                                              | Scouts 10,5 till 15 år                                                              | Scouts 10,5 till 15 år                                                              | Venturer Scouts 14,5 till 18 år                                                     | Venturer Scouts 14,5 till 18 år                                                     | Venturer Scouts 14,5 till 18 år                                                     | Rovers 17 till 26 år                                               | Rovers 17 till 26 år                                           | Rovers 17 till 26 år                                           | Rovers 17 till 26 år                                           | Rovers 17 till 26 år                                           | Rovers 17 till 26 år                                |  |  |
| Brasilien                   | União dos Escoteiros do Brasil                                                                                  | Mascote (maskot) under 7 år | Mascote (maskot) under 7 år                                                         | Mascote (maskot) under 7 år                                                         | Lobinho (vargunge) 7 till 9 år                                                      | Lobinho (vargunge) 7 till 9 år                                                      | Lobinho (vargunge) 7 till 9 år                                                      | Escoteiro (scout) 10 till 14 år                                                     | Escoteiro (scout) 10 till 14 år                                                     | Escoteiro (scout) 10 till 14 år                                                     | Escoteiro (scout) 10 till 14 år                                                     | Sênior (senior) 15 till 17 år                                                       | Sênior (senior) 15 till 17 år                                                       | Sênior (senior) 15 till 17 år                                                       | Sênior (senior) 15 till 17 år                                                       | Pioneiro (pionjär) 18 till 20 år                                                    | Pioneiro (pionjär) 18 till 20 år                                   | Pioneiro (pionjär) 18 till 20 år                               | Chefe (ledare) över 21 år                                      | Chefe (ledare) över 21 år                                      | Chefe (ledare) över 21 år                                      | Chefe (ledare) över 21 år                           |  |  |
| Brasilien                   | União dos Escoteiros do Brasil                                                                                  | Mascote (maskot) under 7 år | Mascote (maskot) under 7 år                                                         | Mascote (maskot) under 7 år                                                         | Lobinha (vargunge) 7 to 9 år                                                        | Lobinha (vargunge) 7 to 9 år                                                        | Lobinha (vargunge) 7 to 9 år                                                        | Escoteira (scout) 10 till 14 år                                                     | Escoteira (scout) 10 till 14 år                                                     | Escoteira (scout) 10 till 14 år                                                     | Escoteira (scout) 10 till 14 år                                                     | Guia (guide) 15 till 17 år                                                          | Guia (guide) 15 till 17 år                                                          | Guia (guide) 15 till 17 år                                                          | Guia (guide) 15 till 17 år                                                          | Pioneira (pionjär) 18 to 20 år                                                      | Pioneira (pionjär) 18 to 20 år                                     | Pioneira (pionjär) 18 to 20 år                                 | Chefe (ledare) över 21 år                                      | Chefe (ledare) över 21 år                                      | Chefe (ledare) över 21 år                                      | Chefe (ledare) över 21 år                           |  |  |
| Bahrain                     | Boy Scouts of Bahrain                                                                                           |                             |                                                                                     |                                                                                     |                                                                                     | Al-Ashbal 8 till 12 år                                                              | Al-Ashbal 8 till 12 år                                                              | Al-Ashbal 8 till 12 år                                                              | Al-Ashbal 8 till 12 år                                                              | Al-Ashbal 8 till 12 år                                                              | Al-Kashaf 12 till 17 år                                                             | Al-Kashaf 12 till 17 år                                                             | Al-Kashaf 12 till 17 år                                                             | Al-Kashaf 12 till 17 år                                                             | Al-Kashaf 12 till 17 år                                                             | Al-Matakadem över 17 år                                                             | Al-Matakadem över 17 år                                            | Al-Matakadem över 17 år                                        | Al-Matakadem över 17 år                                        | Al-Matakadem över 17 år                                        | Al-Matakadem över 17 år                                        | Al-Matakadem över 17 år                             |  |  |
| Bahrain                     | The Girl Guides Association of Bahrain                                                                          |                             |                                                                                     |                                                                                     | Brownie Guides 7 till 11 år                                                         | Brownie Guides 7 till 11 år                                                         | Brownie Guides 7 till 11 år                                                         | Brownie Guides 7 till 11 år                                                         | Brownie Guides 7 till 11 år                                                         | Guides 12 till 15 år                                                                | Guides 12 till 15 år                                                                | Guides 12 till 15 år                                                                | Guides 12 till 15 år                                                                | Senior Guides 16 till 18 år                                                         | Senior Guides 16 till 18 år                                                         | Senior Guides 16 till 18 år                                                         | Ranger Guides 18 till 23 år                                        | Ranger Guides 18 till 23 år                                    | Ranger Guides 18 till 23 år                                    | Ranger Guides 18 till 23 år                                    | Ranger Guides 18 till 23 år                                    |                                                     |  |  |
| Finland                     | Finlands Scouter                                                                                                |                             |                                                                                     |                                                                                     | Vargunge 7 till 9 år                                                                | Vargunge 7 till 9 år                                                                | Vargunge 7 till 9 år                                                                | Äventyrarscout 10 till 12 år                                                        | Äventyrarscout 10 till 12 år                                                        | Äventyrarscout 10 till 12 år                                                        | Spejarscout 12-14(15) år                                                            | Spejarscout 12-14(15) år                                                            | Explorerscout 15-17 år                                                              | Explorerscout 15-17 år                                                              | Explorerscout 15-17 år                                                              | Roverscout 18 till 22 år                                                            | Roverscout 18 till 22 år                                           | Roverscout 18 till 22 år                                       | Roverscout 18 till 22 år                                       | Äldre ledare över 22 år                                        | Äldre ledare över 22 år                                        | Äldre ledare över 22 år                             |  |  |
| Indien                      | Bharat Scouts and Guides                                                                                        | Bunnies 3 till 6 år         | Bunnies 3 till 6 år                                                                 | Cubs 5 till 10 år                                                                   | Cubs 5 till 10 år                                                                   | Cubs 5 till 10 år                                                                   | Cubs 5 till 10 år                                                                   | Cubs 5 till 10 år                                                                   | Scouts 10 till 17 år                                                                | Scouts 10 till 17 år                                                                | Scouts 10 till 17 år                                                                | Scouts 10 till 17 år                                                                | Scouts 10 till 17 år                                                                | Scouts 10 till 17 år                                                                | Scouts 10 till 17 år                                                                | Rovers 16 till 25 år                                                                | Rovers 16 till 25 år                                               | Rovers 16 till 25 år                                           | Rovers 16 till 25 år                                           | Rovers 16 till 25 år                                           | Rovers 16 till 25 år                                           | Rovers 16 till 25 år                                |  |  |
| Indien                      | Bharat Scouts and Guides                                                                                        | Bunnies 3 till 6 år         | Bunnies 3 till 6 år                                                                 | Bulbuls 5 till 10 år                                                                | Bulbuls 5 till 10 år                                                                | Bulbuls 5 till 10 år                                                                | Bulbuls 5 till 10 år                                                                | Bulbuls 5 till 10 år                                                                | Guides 10 till 17 år                                                                | Guides 10 till 17 år                                                                | Guides 10 till 17 år                                                                | Guides 10 till 17 år                                                                | Guides 10 till 17 år                                                                | Guides 10 till 17 år                                                                | Guides 10 till 17 år                                                                | Rangers 16 till 25 år                                                               | Rangers 16 till 25 år                                              | Rangers 16 till 25 år                                          | Rangers 16 till 25 år                                          | Rangers 16 till 25 år                                          | Rangers 16 till 25 år                                          | Rangers 16 till 25 år                               |  |  |
| Irland och/eller Nordirland | Bantreoraithe Catoilicí na hÉireann                                                                             |                             | Cygnet Guides 5-6 år                                                                | Cygnet Guides 5-6 år                                                                | Brigin Guides 6-11 år                                                               | Brigin Guides 6-11 år                                                               | Brigin Guides 6-11 år                                                               | Brigin Guides 6-11 år                                                               | Brigin Guides 6-11 år                                                               | Guides 10-14 år                                                                     | Guides 10-14 år                                                                     | Guides 10-14 år                                                                     | Rangers 14-17 år                                                                    | Rangers 14-17 år                                                                    | Rangers 14-17 år                                                                    |                                                                                     |                                                                    |                                                                |                                                                |                                                                |                                                                |                                                     |  |  |
| Irland och/eller Nordirland | Irish Girl Guides                                                                                               |                             | Ladybirds 5 till 7 år                                                               | Ladybirds 5 till 7 år                                                               | Ladybirds 5 till 7 år                                                               | Brownies 6,5 till 11 år                                                             | Brownies 6,5 till 11 år                                                             | Brownies 6,5 till 11 år                                                             | Brownies 6,5 till 11 år                                                             | Guides 10,5 till 15 år                                                              | Guides 10,5 till 15 år                                                              | Guides 10,5 till 15 år                                                              | Guides 10,5 till 15 år                                                              | Senior Branch 14,5 till 21 år                                                       | Senior Branch 14,5 till 21 år                                                       | Senior Branch 14,5 till 21 år                                                       | Senior Branch 14,5 till 21 år                                      | Senior Branch 14,5 till 21 år                                  | Senior Branch 14,5 till 21 år                                  |                                                                |                                                                |                                                     |  |  |
| Irland och/eller Nordirland | Gasóga na hÉireann                                                                                              |                             |                                                                                     | Beaver Scouts 6 till 8 år                                                           | Beaver Scouts 6 till 8 år                                                           | Beaver Scouts 6 till 8 år                                                           | Macaoimh (Vargungar) Sea Cub Scouts 8 till 11 år                                    | Macaoimh (Vargungar) Sea Cub Scouts 8 till 11 år                                    | Macaoimh (Vargungar) Sea Cub Scouts 8 till 11 år                                    | Scouts 11 till 15 år Sea Scouts / Air Scouts 11 till 17 år                          | Scouts 11 till 15 år Sea Scouts / Air Scouts 11 till 17 år                          | Scouts 11 till 15 år Sea Scouts / Air Scouts 11 till 17 år                          | Scouts 11 till 15 år Sea Scouts / Air Scouts 11 till 17 år                          | Venture Scouts 15 till 21 år Sea Venture Scouts 16 till 20 år                       | Venture Scouts 15 till 21 år Sea Venture Scouts 16 till 20 år                       | Venture Scouts 15 till 21 år Sea Venture Scouts 16 till 20 år                       | Venture Scouts 15 till 21 år Sea Venture Scouts 16 till 20 år      | Venture Scouts 15 till 21 år Sea Venture Scouts 16 till 20 år  | Venture Scouts 15 till 21 år Sea Venture Scouts 16 till 20 år  |                                                                |                                                                |                                                     |  |  |
| Kanada                      | Girl Guides of Canada                                                                                           |                             | Sparks 5 till 6 år                                                                  | Sparks 5 till 6 år                                                                  | Brownies 7 till 8 år                                                                | Brownies 7 till 8 år                                                                | Guides 9 till 11 år                                                                 | Guides 9 till 11 år                                                                 | Guides 9 till 11 år                                                                 | Pathfinders 12 till 15 år                                                           | Pathfinders 12 till 15 år                                                           | Pathfinders 12 till 15 år                                                           | Pathfinders 12 till 15 år                                                           | Cadets, Junior Leaders, Rangers 15 till 17 år                                       | Cadets, Junior Leaders, Rangers 15 till 17 år                                       |                                                                                     |                                                                    |                                                                |                                                                |                                                                |                                                                |                                                     |  |  |
| Kanada                      | Scouts Canada                                                                                                   |                             | Beavers 5 till 7 år                                                                 | Beavers 5 till 7 år                                                                 | Beavers 5 till 7 år                                                                 | Wolf Cubs 8 till 10 år                                                              | Wolf Cubs 8 till 10 år                                                              | Wolf Cubs 8 till 10 år                                                              | Scouts 11 till 14 år (frivilligt till 16)                                           | Scouts 11 till 14 år (frivilligt till 16)                                           | Scouts 11 till 14 år (frivilligt till 16)                                           | Scouts 11 till 14 år (frivilligt till 16)                                           | Venturers 14 till 17 år                                                             | Venturers 14 till 17 år                                                             | Venturers 14 till 17 år                                                             | Rovers 18 till 26 år                                                                | Rovers 18 till 26 år                                               | Rovers 18 till 26 år                                           | Rovers 18 till 26 år                                           | Rovers 18 till 26 år                                           | Rovers 18 till 26 år                                           | Rovers 18 till 26 år                                |  |  |
| Malaysia                    | Persekutuan Pengakap Malaysia                                                                                   |                             |                                                                                     |                                                                                     |                                                                                     |                                                                                     |                                                                                     | Pengakap Kanak-Kanak (Vargungar) 10 till 12 år                                      | Pengakap Kanak-Kanak (Vargungar) 10 till 12 år                                      | Pengakap Kanak-Kanak (Vargungar) 10 till 12 år                                      | Pengakap Muda (Juniorscout) 13 till 15,5 år                                         | Pengakap Muda (Juniorscout) 13 till 15,5 år                                         | Pengakap Muda (Juniorscout) 13 till 15,5 år                                         | Pengakap Muda (Juniorscout) 13 till 15,5 år                                         | Pengakap Remaja (Seniorscout) 15,5 till 17,5 år                                     | Pengakap Remaja (Seniorscout) 15,5 till 17,5 år                                     | Pengakap Kelana (Roverscout) 17,5 år och äldre                     | Pengakap Kelana (Roverscout) 17,5 år och äldre                 | Pengakap Kelana (Roverscout) 17,5 år och äldre                 | Pengakap Kelana (Roverscout) 17,5 år och äldre                 | Pengakap Kelana (Roverscout) 17,5 år och äldre                 | Pengakap Kelana (Roverscout) 17,5 år och äldre      |  |  |
| Malaysia                    | Persatuan Pandu Puteri Malaysia                                                                                 |                             |                                                                                     |                                                                                     | Pandu Puteri Tunas 7 till 12 år                                                     | Pandu Puteri Tunas 7 till 12 år                                                     | Pandu Puteri Tunas 7 till 12 år                                                     | Pandu Puteri Tunas 7 till 12 år                                                     | Pandu Puteri Tunas 7 till 12 år                                                     | Pandu Puteri Tunas 7 till 12 år                                                     | Pandu Puteri Remaja 12 till 15 år                                                   | Pandu Puteri Remaja 12 till 15 år                                                   | Pandu Puteri Remaja 12 till 15 år                                                   | Pandu Puteri Renjer 15 till 18 år                                                   | Pandu Puteri Renjer 15 till 18 år                                                   | Pandu Puteri Renjer 15 till 18 år                                                   |                                                                    |                                                                |                                                                |                                                                |                                                                |                                                     |  |  |
| Nederländerna               | Scouting Nederland                                                                                              |                             | Bevers 5 till 7 år                                                                  | Bevers 5 till 7 år                                                                  | Bevers 5 till 7 år                                                                  | Welpen, Esta's, Kabouters, Dolfijnen 8 till 11 år                                   | Welpen, Esta's, Kabouters, Dolfijnen 8 till 11 år                                   | Welpen, Esta's, Kabouters, Dolfijnen 8 till 11 år                                   | Welpen, Esta's, Kabouters, Dolfijnen 8 till 11 år                                   | (Water/Lucht)Scouts 10 till 15 år                                                   | (Water/Lucht)Scouts 10 till 15 år                                                   | (Water/Lucht)Scouts 10 till 15 år                                                   | (Water/Lucht)Scouts 10 till 15 år                                                   | Explorers 14 till 17 år                                                             | Explorers 14 till 17 år                                                             | Jongerentak, 16 till 23 år                                                          | Jongerentak, 16 till 23 år                                         | Jongerentak, 16 till 23 år                                     | Jongerentak, 16 till 23 år                                     | Jongerentak, 16 till 23 år                                     | Jongerentak, 16 till 23 år                                     | Plus-Scouts 23 år och äldre                         |  |  |
| Nya Zeeland                 | Scouting New Zealand                                                                                            |                             | Keas 5 till 7 år                                                                    | Keas 5 till 7 år                                                                    | Cubs 8 till 11 år                                                                   | Cubs 8 till 11 år                                                                   | Cubs 8 till 11 år                                                                   | Scouts 11 till 16 år                                                                | Scouts 11 till 16 år                                                                | Scouts 11 till 16 år                                                                | Scouts 11 till 16 år                                                                | Scouts 11 till 16 år                                                                | Venturers 15 till 19 år                                                             | Venturers 15 till 19 år                                                             | Venturers 15 till 19 år                                                             | Venturers 15 till 19 år                                                             | Rovers 18 till 26 år                                               | Rovers 18 till 26 år                                           | Rovers 18 till 26 år                                           | Rovers 18 till 26 år                                           | Rovers 18 till 26 år                                           | Rovers 18 till 26 år                                |  |  |
| Nya Zeeland                 | Guides New Zealand                                                                                              |                             | Pippins 5 till 6 år                                                                 | Brownies 7 till 10 år                                                               | Brownies 7 till 10 år                                                               | Brownies 7 till 10 år                                                               | Guides 10 till 14,5 år                                                              | Rangers 13 till 19 år                                                               | Rangers 13 till 19 år                                                               | Rangers 13 till 19 år                                                               | Rangers 13 till 19 år                                                               | Rangers 13 till 19 år                                                               | Rangers 13 till 19 år                                                               |                                                                                     |                                                                                     |                                                                                     |                                                                    |                                                                |                                                                |                                                                |                                                                |                                                     |  |  |
| Storbritannien              | Girlguiding UK                                                                                                  |                             | Rainbows 5 till 7 år                                                                | Rainbows 5 till 7 år                                                                | Rainbows 5 till 7 år                                                                | Brownies 7 till 10 år                                                               | Brownies 7 till 10 år                                                               | Brownies 7 till 10 år                                                               | Guides 10 till 14 år                                                                | Guides 10 till 14 år                                                                | Guides 10 till 14 år                                                                | Guides 10 till 14 år                                                                | Seniorsektion (flickor) 14 till 26 år Ranger Guides                                 | Seniorsektion (flickor) 14 till 26 år Ranger Guides                                 | Seniorsektion (flickor) 14 till 26 år Ranger Guides                                 | Seniorsektion (flickor) 14 till 26 år Ranger Guides                                 | Seniorsektion (flickor) 14 till 26 år Ranger Guides                | Seniorsektion (flickor) 14 till 26 år Ranger Guides            | Seniorsektion (flickor) 14 till 26 år Ranger Guides            | Seniorsektion (flickor) 14 till 26 år Ranger Guides            | Seniorsektion (flickor) 14 till 26 år Ranger Guides            | Seniorsektion (flickor) 14 till 26 år Ranger Guides |  |  |
| Storbritannien              | Girlguiding UK                                                                                                  | Young Leaders 14 till 18 år | Young Leaders 14 till 18 år                                                         | Young Leaders 14 till 18 år                                                         | Young Leaders 14 till 18 år                                                         | Brownies 7 till 10 år                                                               | Brownies 7 till 10 år                                                               | Brownies 7 till 10 år                                                               | Guides 10 till 14 år                                                                | Guides 10 till 14 år                                                                | Guides 10 till 14 år                                                                | Guides 10 till 14 år                                                                | Adult Leaders 18 till 65 år                                                         | Adult Leaders 18 till 65 år                                                         | Adult Leaders 18 till 65 år                                                         | Adult Leaders 18 till 65 år                                                         | Adult Leaders 18 till 65 år                                        | Adult Leaders 18 till 65 år                                    |                                                                |                                                                |                                                                |                                                     |  |  |
| Storbritannien              | The Scout Association                                                                                           |                             |                                                                                     | Beaver Scouts 6 till 8 år                                                           | Beaver Scouts 6 till 8 år                                                           | Beaver Scouts 6 till 8 år                                                           | Cub Scouts 8 till 10,5 år                                                           | Cub Scouts 8 till 10,5 år                                                           | Cub Scouts 8 till 10,5 år                                                           | Scouts 10,5 till 14 år Air Scouts Sea Scouts                                        | Scouts 10,5 till 14 år Air Scouts Sea Scouts                                        | Scouts 10,5 till 14 år Air Scouts Sea Scouts                                        | Explorer Scouts 14 till 18 år Air Explorers Sea Explorers Young Leaders             | Explorer Scouts 14 till 18 år Air Explorers Sea Explorers Young Leaders             | Explorer Scouts 14 till 18 år Air Explorers Sea Explorers Young Leaders             | Explorer Scouts 14 till 18 år Air Explorers Sea Explorers Young Leaders             | Scout Network 18 till 25 år                                        | Scout Network 18 till 25 år                                    | Scout Network 18 till 25 år                                    | Scout Network 18 till 25 år                                    | Scout Network 18 till 25 år                                    | Scout Network 18 till 25 år                         |  |  |
| Storbritannien              | The Scout Association                                                                                           | Scoutlink Alla åldrar       |                                                                                     |                                                                                     |                                                                                     |                                                                                     |                                                                                     |                                                                                     |                                                                                     |                                                                                     |                                                                                     |                                                                                     |                                                                                     |                                                                                     |                                                                                     |                                                                                     |                                                                    |                                                                |                                                                |                                                                |                                                                |                                                     |  |  |
| Sydafrika                   | Girl Guides Association of South Africa                                                                         | Teddies 4,5 till 7 år       | Teddies 4,5 till 7 år                                                               | Teddies 4,5 till 7 år                                                               | Teddies 4,5 till 7 år                                                               | Brownies 7 till 10 år                                                               | Brownies 7 till 10 år                                                               | Brownies 7 till 10 år                                                               | Guides 10 till 14 år                                                                | Guides 10 till 14 år                                                                | Guides 10 till 14 år                                                                | Guides 10 till 14 år                                                                | Rangers 14 till 25 år                                                               | Rangers 14 till 25 år                                                               | Rangers 14 till 25 år                                                               | Rangers 14 till 25 år                                                               | Rangers 14 till 25 år                                              | Rangers 14 till 25 år                                          | Rangers 14 till 25 år                                          | Rangers 14 till 25 år                                          | Rangers 14 till 25 år                                          | Rangers 14 till 25 år                               |  |  |
| Sydafrika                   | South African Scout Association                                                                                 |                             |                                                                                     |                                                                                     |                                                                                     | Cub Scouts 7 till 10,5 år                                                           | Cub Scouts 7 till 10,5 år                                                           | Cub Scouts 7 till 10,5 år                                                           | Cub Scouts 7 till 10,5 år                                                           | Scouts 10,5 till 18 år Air Scouts Sea Scouts                                        | Scouts 10,5 till 18 år Air Scouts Sea Scouts                                        | Scouts 10,5 till 18 år Air Scouts Sea Scouts                                        | Scouts 10,5 till 18 år Air Scouts Sea Scouts                                        | Scouts 10,5 till 18 år Air Scouts Sea Scouts                                        | Scouts 10,5 till 18 år Air Scouts Sea Scouts                                        | Scouts 10,5 till 18 år Air Scouts Sea Scouts                                        | Rovers 18 till 30 år                                               | Rovers 18 till 30 år                                           | Rovers 18 till 30 år                                           | Rovers 18 till 30 år                                           | Rovers 18 till 30 år                                           | Rovers 18 till 30 år                                |  |  |
| Spanien                     | Federación de Escultismo en España - Federación de Asociaciones de Scouts de España - Movimiento Scout Católico |                             |                                                                                     | Castores (bäverscout) 6 till 8 år                                                   | Castores (bäverscout) 6 till 8 år                                                   | Castores (bäverscout) 6 till 8 år                                                   | Lobatos (vargunge) 8 till 11 år                                                     | Lobatos (vargunge) 8 till 11 år                                                     | Lobatos (vargunge) 8 till 11 år                                                     | Scouts 11 till 14 år                                                                | Scouts 11 till 14 år                                                                | Scouts 11 till 14 år                                                                | Escultas 14 till 17 år                                                              | Escultas 14 till 17 år                                                              | Escultas 14 till 17 år                                                              | Rovers 17 till 20 år                                                                | Rovers 17 till 20 år                                               | Rovers 17 till 20 år                                           |                                                                |                                                                |                                                                |                                                     |  |  |
| Spanien                     | Federacion Española de Guidismo                                                                                 |                             |                                                                                     | Åldersgruppens namn avgörs av federationens medlemsorganisationer.                  | Åldersgruppens namn avgörs av federationens medlemsorganisationer.                  | Åldersgruppens namn avgörs av federationens medlemsorganisationer.                  | Åldersgruppens namn avgörs av federationens medlemsorganisationer.                  | Åldersgruppens namn avgörs av federationens medlemsorganisationer.                  | Åldersgruppens namn avgörs av federationens medlemsorganisationer.                  | Åldersgruppens namn avgörs av federationens medlemsorganisationer.                  | Åldersgruppens namn avgörs av federationens medlemsorganisationer.                  | Åldersgruppens namn avgörs av federationens medlemsorganisationer.                  | Åldersgruppens namn avgörs av federationens medlemsorganisationer.                  | Åldersgruppens namn avgörs av federationens medlemsorganisationer.                  | Åldersgruppens namn avgörs av federationens medlemsorganisationer.                  | Åldersgruppens namn avgörs av federationens medlemsorganisationer.                  | Åldersgruppens namn avgörs av federationens medlemsorganisationer. |                                                                |                                                                |                                                                |                                                                |                                                     |  |  |
| Spanien                     | Federacion Española de Guidismo                                                                                 | 6 till 7 år                 | 6 till 7 år                                                                         | 6 till 7 år                                                                         | 8 till 11 år                                                                        | 8 till 11 år                                                                        | 8 till 11 år                                                                        | 8 till 11 år                                                                        | 12 till 14 år                                                                       | 12 till 14 år                                                                       | 12 till 14 år                                                                       | 15 till 16 år                                                                       | 15 till 16 år                                                                       | 17 till 18 år                                                                       | 17 till 18 år                                                                       |                                                                                     |                                                                    |                                                                |                                                                |                                                                |                                                                |                                                     |  |  |
| Tyskland                    | Bund der Pfadfinderinnen und Pfadfinder                                                                         |                             |                                                                                     |                                                                                     | Wölflinge (vargunge) 7 till 11 år                                                   | Wölflinge (vargunge) 7 till 11 år                                                   | Wölflinge (vargunge) 7 till 11 år                                                   | Wölflinge (vargunge) 7 till 11 år                                                   | Wölflinge (vargunge) 7 till 11 år                                                   | Pfadfinderinnen und Pfadfinder (flick- och pojkscout) 11 till 15 år                 | Pfadfinderinnen und Pfadfinder (flick- och pojkscout) 11 till 15 år                 | Pfadfinderinnen und Pfadfinder (flick- och pojkscout) 11 till 15 år                 | Pfadfinderinnen und Pfadfinder (flick- och pojkscout) 11 till 15 år                 | Ranger und Rover (rangerguider och roverscouter) 16 till 25 år                      | Ranger und Rover (rangerguider och roverscouter) 16 till 25 år                      | Ranger und Rover (rangerguider och roverscouter) 16 till 25 år                      | Ranger und Rover (rangerguider och roverscouter) 16 till 25 år     | Ranger und Rover (rangerguider och roverscouter) 16 till 25 år | Ranger und Rover (rangerguider och roverscouter) 16 till 25 år | Ranger und Rover (rangerguider och roverscouter) 16 till 25 år | Ranger und Rover (rangerguider och roverscouter) 16 till 25 år | Erwachsene (Vuxna) 25 år och äldre                  |  |  |
| Tyskland                    | Deutsche Pfadfinderschaft Sankt Georg                                                                           |                             |                                                                                     |                                                                                     | Wölflinge (vargunge) 7 till 10 år                                                   | Wölflinge (vargunge) 7 till 10 år                                                   | Wölflinge (vargunge) 7 till 10 år                                                   | Wölflinge (vargunge) 7 till 10 år                                                   | Jungpfadfinder (juniorscout) 10 till 13 år                                          | Jungpfadfinder (juniorscout) 10 till 13 år                                          | Jungpfadfinder (juniorscout) 10 till 13 år                                          | Pfadfinder (scout) 13 till 16 år                                                    | Pfadfinder (scout) 13 till 16 år                                                    | Pfadfinder (scout) 13 till 16 år                                                    | Rover (roverscout) 16 till 20 år                                                    | Rover (roverscout) 16 till 20 år                                                    | Rover (roverscout) 16 till 20 år                                   | Rover (roverscout) 16 till 20 år                               |                                                                |                                                                |                                                                |                                                     |  |  |
| Tyskland                    | Pfadfinderinnenschaft Sankt Georg                                                                               |                             |                                                                                     |                                                                                     | Wichtel (blåvinge) 7 till 10 år                                                     | Wichtel (blåvinge) 7 till 10 år                                                     | Wichtel (blåvinge) 7 till 10 år                                                     | Wichtel (blåvinge) 7 till 10 år                                                     | Pfadfinderinnen (flickscout) 10 till 13 år                                          | Pfadfinderinnen (flickscout) 10 till 13 år                                          | Pfadfinderinnen (flickscout) 10 till 13 år                                          | Caravelles 13 till 16 år                                                            | Caravelles 13 till 16 år                                                            | Caravelles 13 till 16 år                                                            | Ranger (rangerguide) 16 år och äldre                                                | Ranger (rangerguide) 16 år och äldre                                                | Ranger (rangerguide) 16 år och äldre                               | Ranger (rangerguide) 16 år och äldre                           | Ranger (rangerguide) 16 år och äldre                           | Ranger (rangerguide) 16 år och äldre                           | Ranger (rangerguide) 16 år och äldre                           | Ranger (rangerguide) 16 år och äldre                |  |  |
| Tyskland                    | Verband Christlicher Pfadfinderinnen und Pfadfinder                                                             |                             |                                                                                     |                                                                                     | Kinder (barn) 7 till 10 år                                                          | Kinder (barn) 7 till 10 år                                                          | Kinder (barn) 7 till 10 år                                                          | Kinder (barn) 7 till 10 år                                                          | Pfadfinderinnen und Pfadfinder (scouter) 10 till 15 år                              | Pfadfinderinnen und Pfadfinder (scouter) 10 till 15 år                              | Pfadfinderinnen und Pfadfinder (scouter) 10 till 15 år                              | Pfadfinderinnen und Pfadfinder (scouter) 10 till 15 år                              | Pfadfinderinnen und Pfadfinder (scouter) 10 till 15 år                              | Ranger und Rover (ranger- och roverscouter) 16 till 25 år                           | Ranger und Rover (ranger- och roverscouter) 16 till 25 år                           | Ranger und Rover (ranger- och roverscouter) 16 till 25 år                           | Ranger und Rover (ranger- och roverscouter) 16 till 25 år          | Ranger und Rover (ranger- och roverscouter) 16 till 25 år      | Ranger und Rover (ranger- och roverscouter) 16 till 25 år      | Ranger und Rover (ranger- och roverscouter) 16 till 25 år      | Ranger und Rover (ranger- och roverscouter) 16 till 25 år      | Erwachsene (vuxna) 18 år och äldre                  |  |  |
| USA                         | Boy Scouts of America                                                                                           |                             |                                                                                     |                                                                                     | Cub Scouts 7 till 10 år                                                             | Cub Scouts 7 till 10 år                                                             | Cub Scouts 7 till 10 år                                                             | Cub Scouts 7 till 10 år                                                             | Boy Scouts 10 till 18 år                                                            | Boy Scouts 10 till 18 år                                                            | Boy Scouts 10 till 18 år                                                            | Boy Scouts 10 till 18 år                                                            | Boy Scouts 10 till 18 år                                                            | Boy Scouts 10 till 18 år                                                            | Boy Scouts 10 till 18 år                                                            | Boy Scouts 10 till 18 år                                                            |                                                                    |                                                                |                                                                |                                                                |                                                                |                                                     |  |  |
| USA                         | Boy Scouts of America                                                                                           |                             |                                                                                     |                                                                                     |                                                                                     |                                                                                     |                                                                                     |                                                                                     |                                                                                     |                                                                                     | Venturers 14 till 21 år                                                             |                                                                                     |                                                                                     |                                                                                     |                                                                                     |                                                                                     |                                                                    |                                                                |                                                                |                                                                |                                                                |                                                     |  |  |
| USA                         | Girl Scouts of the USA                                                                                          |                             | Daisy Girl Scouts 5 till 6 år                                                       | Daisy Girl Scouts 5 till 6 år                                                       | Brownie Girl Scouts 6 till 8 år                                                     | Brownie Girl Scouts 6 till 8 år                                                     | Junior Girl Scouts 8 till 11 år                                                     | Junior Girl Scouts 8 till 11 år                                                     | Junior Girl Scouts 8 till 11 år                                                     | STUDIO 2B 11 till 17 år                                                             | STUDIO 2B 11 till 17 år                                                             | STUDIO 2B 11 till 17 år                                                             | STUDIO 2B 11 till 17 år                                                             | STUDIO 2B 11 till 17 år                                                             | STUDIO 2B 11 till 17 år                                                             |                                                                                     |                                                                    |                                                                |                                                                |                                                                |                                                                |                                                     |  |  |
| Vietnam                     | Hội Hướng đạo Việt Nam                                                                                          |                             |                                                                                     |                                                                                     | Cub Scouts 7 till 11 år                                                             | Cub Scouts 7 till 11 år                                                             | Cub Scouts 7 till 11 år                                                             | Cub Scouts 7 till 11 år                                                             | Scouts 11 till 15 år                                                                | Scouts 11 till 15 år                                                                | Scouts 11 till 15 år                                                                | Scouts 11 till 15 år                                                                | Venture Scouts 15 till 18 år                                                        | Venture Scouts 15 till 18 år                                                        | Venture Scouts 15 till 18 år                                                        | Rover Scouts 18 till 25 år                                                          | Rover Scouts 18 till 25 år                                         | Rover Scouts 18 till 25 år                                     | Rover Scouts 18 till 25 år                                     | Rover Scouts 18 till 25 år                                     | Rover Scouts 18 till 25 år                                     | Rover Scouts 18 till 25 år                          |  |  |
| Österrike                   | Pfadfinder und Pfadfinderinnen Österreichs                                                                      |                             |                                                                                     |                                                                                     | Wichtel (blåvinge) 7 till 10 år                                                     | Wichtel (blåvinge) 7 till 10 år                                                     | Wichtel (blåvinge) 7 till 10 år                                                     | Wichtel (blåvinge) 7 till 10 år                                                     | Guides 10 till 13 år                                                                | Guides 10 till 13 år                                                                | Guides 10 till 13 år                                                                | Caravelles 13 till 16 år                                                            | Caravelles 13 till 16 år                                                            | Caravelles 13 till 16 år                                                            | Rangers 16 till 20 år                                                               | Rangers 16 till 20 år                                                               | Rangers 16 till 20 år                                              | Rangers 16 till 20 år                                          |                                                                |                                                                |                                                                |                                                     |  |  |
| Österrike                   | Pfadfinder und Pfadfinderinnen Österreichs                                                                      |                             |                                                                                     |                                                                                     | Wölflinge (vargunge) 7 till 10 år                                                   | Wölflinge (vargunge) 7 till 10 år                                                   | Wölflinge (vargunge) 7 till 10 år                                                   | Wölflinge (vargunge) 7 till 10 år                                                   | Späher 10 till 13 år                                                                | Späher 10 till 13 år                                                                | Späher 10 till 13 år                                                                | Explorers 13 till 16 år                                                             | Explorers 13 till 16 år                                                             | Explorers 13 till 16 år                                                             | Rovers 16 till 20 år                                                                | Rovers 16 till 20 år                                                                | Rovers 16 till 20 år                                               | Rovers 16 till 20 år                                           |                                                                |                                                                |                                                                |                                                     |  |  |